# 陳仲録
陳仲録（？年—？年），字子載，號朗溪，常德卫官籍苏州府吴江县人。明朝進士、官员。

## 生平
嘉靖四年（1525年）乙酉科湖廣鄉試舉人，嘉靖五年（1526年）联捷丙戌科第三甲第158名進士，授江西奉新县知县，历刑部主事，升郎中，嘉靖十四年十二月録囚陕西，出为兖州府知府，官至山东按察司副使，十九年十二月考察罢归。